# Unione Sportiva Paganese 1976-1977
Questa voce raccoglie le informazioni riguardanti la Unione Sportiva Paganese nelle competizioni ufficiali della stagione 1976-1977.

## Stagione
La Paganese partecipa al girone C della Serie C 1976-1977, riuscendo a classificarsi al 2º posto, a soli 6 punti dalla capolista Bari, che viene promossa in Serie B. La Paganese, in questa stagione, raggiunge il suo più alto traguardo nella sua storia: il secondo posto in terza serie.
Probabilmente, quello che ha inciso maggiormente sulla mancata promozione, è stato l'attacco poco prolifico (appena 30 gol), ma con una difesa rocciosa (solo 18 gol subiti)

## Divise
| Casa | Trasferta | Terza divisa |

## Organigramma societario[1]
- Presidente:  Dino Malet
- Presidente Onorario:  Marcello Torre
- consigliere:  Enzo Cascone
- consigliere:  Vincenzo De Risi
- Allenatore:  Gennaro Rambone

## Rosa
Alcuni nomi non sono disponibili
| N. |                   | Ruolo | Calciatore                 |
| -- | ----------------- | ----- | -------------------------- |
|    | Italia (bandiera) | P     | Pasquale Fiore             |
|    | Italia (bandiera) | P     | Nolè                       |
|    | Italia (bandiera) | D     | Franco Bonora              |
|    | Italia (bandiera) | D     | Vincenzo Leccese           |
|    | Italia (bandiera) | D     | Alessandro Zanin           |
|    | Italia (bandiera) | D     | Francesco Zana             |
|    | Italia (bandiera) | D     | Francesco Stanzione        |
|    | Italia (bandiera) | C     | Fernando Benatti           |
|    | Italia (bandiera) | C     | Luigi Di Giaimo (capitano) |

| N. |                   | Ruolo | Calciatore            |
| -- | ----------------- | ----- | --------------------- |
|    | Italia (bandiera) | C     | Gianni Patalano       |
|    | Italia (bandiera) | A     | Lino Grassi           |
|    | Italia (bandiera) | C     | Gian Claudio Iannucci |
|    | Italia (bandiera) | C     | Raffaele Grimaldi     |
|    | Italia (bandiera) | C     | Antonio Albano        |
|    | Italia (bandiera) | C     | Antonio Sola          |
|    | Italia (bandiera) | A     | Angelo Mammì          |
|    | Italia (bandiera) | A     | Giancarlo Tacchi      |
|    | Italia (bandiera) | A     | Roberto Tombolato     |
|    | Italia (bandiera) | A     | Angelo Stabile        |

## Risultati

### Serie C Girone C
| Risultati delle gare di campionato | Risultati delle gare di campionato | Risultati delle gare di campionato | Risultati delle gare di campionato | Risultati delle gare di campionato |
| Giornata                           | Andata                             | Risultato                          | Ritorno                            | Risultato                          |
| ---------------------------------- | ---------------------------------- | ---------------------------------- | ---------------------------------- | ---------------------------------- |
| 1                                  | Trapani - Paganese                 | 0-0                                | Paganese - Trapani                 | 3-1                                |
| 2                                  | Paganese - Brindisi                | 1-0                                | Brindisi - Paganese                | 0-0                                |
| 3                                  | Paganese - Reggina                 | 1-1                                | Reggina - Paganese                 | 0-0                                |
| 4                                  | Turris - Paganese                  | 0-0                                | Paganese - Turris                  | 1-1                                |
| 5                                  | Paganese - Barletta                | 1-1                                | Barletta - Paganese                | 1-1                                |
| 6                                  | Siracusa - Paganese                | 0-0                                | Paganese - Siracusa                | 2-2                                |
| 7                                  | Paganese - Crotone                 | 1-0                                | Crotone - Paganese                 | 0-0                                |
| 8                                  | Benevento - Paganese               | 1-0                                | Paganese - Benevento               | 1-0                                |
| 9                                  | Paganese - Cosenza                 | 2-0                                | Cosenza - Paganese                 | 0-3                                |
| 10                                 | Alcamo - Paganese                  | 0-1                                | Paganese - Alcamo                  | 0-0                                |
| 11                                 | Paganese - Nocerina                | 2-1                                | Nocerina - Paganese                | 0-0                                |
| 12                                 | Bari - Paganese                    | 1-0                                | Paganese - Bari                    | 1-0                                |
| 13                                 | Salernitana - Paganese             | 1-1                                | Paganese - Salernitana             | 2-1                                |
| 14                                 | Paganese - Matera                  | 1-0                                | Matera - Paganese                  | 2-0                                |
| 15                                 | Messina - Paganese                 | 0-1                                | Paganese - Messina                 | 1-0                                |
| 16                                 | Paganese - Campobasso              | 1-1                                | Campobasso - Paganese              | 0-0                                |
| 17                                 | Pro Vasto - Paganese               | 0-0                                | Paganese - Pro Vasto               | 0-2                                |
| 18                                 | Paganese - Sorrento                | 1-0                                | Sorrento - Paganese                | 1-1                                |
| 19                                 | Marsala - Paganese                 | 0-0                                | Paganese - Marsala                 | 0-0                                |